# Stadion Spartak w Mohylewie
Stadion Spartak w Mohylewie – stadion piłkarski w Mohylewie, na Białorusi. Obiekt może pomieścić 7990 widzów. Boisko ma wymiary 105 m x 68 m. Swoje spotkania rozgrywa na nim drużyna Dniapro Mohylew.